# マーティン・ニーベラ
マーティン・ニーベラ（Martin Nievera、1962年2月5日 - ）は、フィリピンのシンガーソングライター、俳優。フィリピン・マニラ出身。本名は、マーティン・レイモン・ラゾン・ニーベラ（Martin Ramon Razon Nievera）。

## 来歴
- 1962年2月5日 - フィリピン・マニラにて、父のバート・ニーベラと母のコンチタ・ラゾンの間に双子として妹・ヴィクトリアとともに生まれる。
- 1960年代～1970年代前半 - 父が「the group Society of Seven」で歌手として活動していたため、子供時代のほとんどを両親とハワイで過ごした。
- 1970年代後半 - アメリカ・カリフォルニア湾岸に渡り、高級住宅地に短期間住んでいた。
- 1980年 - カリフォルニア州・コンコードにあるクレイトン・バレー高校を卒業する。
- 1982年 - 歌手である父、バート・ニーベラがフィリピンに帰郷することとなり、それがマーティン自身の歌手活動を開始する契機となった。
- 1982年6月 - 1st.アルバム『Martin...Take One』でデビューする。また、テレビ娯楽番組『Penthouse Live!』において、ポップス・フェルナンデス（後にニーベラ夫人となる）と共同司会を始める。
- 1984年 - 2nd.アルバム『The Best Gift』を発表。フィリピン国内で称えられる。
- 1987年 - 結婚を機にテレビ娯楽番組『Penthouse Live!』は、『Martin and Pops Twogether』に番組名を衣替えをした。その後、私生活では2人の子供に恵まれた。
- 1999年 - 9th.アルバム『Forever』を発表。後に2000年に10th.アルバム『Forever Forever』、2001年に11th.アルバム『Return to Forever』の2つの続編を生み出した。
- 2008年2月13日～4月13日 - フラミンゴ・ラスベガスにおいて、ハワイのSociety of Sevenとラニ・ミサルカに参加する。
- 2009年2月6日 - アラニータ・コロシアムで"Missing You"と題したコンサートを妻のポップス・フェルナンデスと共演した。この日はニーベラの誕生日とバレンタインデーの間を選んで行われたものである。また、『ASAP XV』と題した音楽ショーを毎週催した。
- 2010年7月 - 20th.アルバム『As Always』を発表する。
- 2011年5月 - 21st.アルバム『Himig Ng Damdamin』はカバー曲集で、日本のシンガーソングライター・崎谷健次郎の楽曲「涙が君を忘れない」も「Babalikang Muli」として収録されている。

### 人物
フィリピンを代表するシンガーソングライターで、俳優としても活躍している。ABS-CBNテレビの音楽娯楽番組の司会者としても広く知られている。代表曲に「Be My Lady」、「Each Day with You」、「You Are to Me」などがある。俳優としては、11の映画と7つのテレビのドラマシリーズと特別番組で主演しており、その演技はドラマ、ロマンス、SF、コメディ、アクションと幅広い。

## ディスコグラフィー
鉤括弧内は題の直訳。

### シングル
1. Be My Lady 「僕だけの君でいて」
2. Each Day with You 「君との日々」
3. Ikaw ang Aking Pangarap
4. Ikaw ang Lahat sa Akin
5. Kahit Isang Saglit
6. You're On the Right Track 「君が正しい」
7. Please Don't Throw My Love Away 「僕の愛を捨てないで」
8. Pain 「傷み」
9. You Are to Me 「君は僕のためにいる」

### オリジナルアルバム
特記以外は、発売はすべてPolyeast Recordsである。
1. Martin...Take One 「マーティン...1をとってください」（1982年6月発売）
2. The Best Gift 「最高の贈り物」（1984年7月発売）
3. Martin 「マーティン」（1985年11月発売）
4. Miracle 「奇跡」（1987年9月19日発売）
5. Dream 「夢」（1989年発売）
6. A New Start 「新しいスタート」（1991年11月発売）
7. Roads 「道」（1994年9月24日発売）
8. Journeys 「旅」（1997年12月発売）
9. Forever 「長い時間」（1999年12月19日発売）
10. Forever Forever 「永遠に長い時間」（2000年発売）
11. Return to Forever 「長い時間への復帰」（2001年12月発売）
12. Chasing Time 「追跡時間」（2002年10月発売）
13. Chasing Time Vol.2 「追跡時間第2巻」（2003年11月発売）
14. Unforgettable 「忘れられない」（2004年2月6日発売）
15. Awit ng Puso （2006年発売）
16. Milestones 「里程標石」（2007年8月発売）
17. Ikaw Ang Pangarap （2008年発売）
18. For Always 「常のために」（2009年発売）
19. As 1 「1つとして」（Gary Valencianoとの共作）（Universal Records & PolyEast Records, 2009年発売）
20. As Always 「常として」（2010年7月発売）
21. Himig Ng Damdamin （2011年5月発売）

### コンピレーションアルバム
1. Greatest Hits（Vicor Music、1992年発売）
2. Be My Lady（Vicor Music、1994年発売）
3. Ikaw Ang Lahat Sa Akin（Vicor Music、1994年発売）
4. My Souvenirs（MCA Music Philippines、2001年発売）
5. More Souvenirs（MCA Music Philippines、2002年発売）
6. Best Wishes（A Wedding Love Song Collection）（PolyEast Records、2004年発売）
7. Martin Nievera's 18 Greatest Hits（Vicor Music、2010年発売）
8. Unforgetable Souveneirs（PolyEast Records、2010年発売）

### コラボレーションアルバム
1. Gold Ito!（Dyna Music、1982年発売）
2. 6th Metro Manila Popular Song Festival（Vicor Music、1983年発売）
3. 2001 Metro Pop Song Festival（Infinity Music "now GMA Records"/Sony Music Philippines、2001年発売）
4. Only Selfless Love 2（Universal Records、2003年発売）
5. OPM Rewind（Universal Records、2004年発売）
6. Best of OPM Inspirational Songs（Universal Records、2005年発売）
7. OPM Superstars Christmas（Universal Records、2006年発売）
8. Remember The OPM In The 80s（Vicor Music、2007年発売）
9. Yes FM! It's Christmas Time（Vicor Music、2007年発売）
10. Life Songs & Life Stories with Boy Abunda（Star Records、2008年発売）
11. OPM Love Album（Universal Records、2008年発売）
12. Musika At Pelikula: A Star Cinema Music Collection（Star Records、2008年発売）
13. No.1 Signature Hits OPM's Best（Vicor Music、2008年発売）
14. GV 25: All Star Tribute（Star Records、2008年発売）
15. Kris Aquino The Greatest Love（Universal Records、2008年発売）
16. Christmas Memories（Viva Records、2008年発売）
17. Hanep! Ultimate Pinoy Hits Collection（PolyEast Records Philippines、2008年発売）
18. OPM No. 1's（Star Records, 2009年発売）
19. No. 1 Signature Hits OPM's Best Vol. 2（Vicor Music、2009年発売）
20. Senti 3（Viva Records、2009年発売）
21. Paalam, Maraming Salamat Pres. Aquino（A Memorial Tribute Soundtrack）（Star Records、2009年発売）
22. I-Star 15: Best Of TV & Movie Themes（Star Records、2010年発売）
23. 60 Taon Ng Musika At Soap Opera（Star Records、2010年発売）
24. Senti Four It's Complicated（Viva Records、2010年発売）
25. I Love You（Star Records、2011年発売）
26. A Perfectly Acoustic Experience（PolyEast Records、2011年発売）
27. Bida Best Hits Da Best（Star Records、2011年発売）

### ライブアルバム
1. Martin Live: with the Phil. Harmonic Orchestra（2000年発売）

### クリスマスアルバム
1. A Martin Nievera Christmas（1989年発売）
2. Martin Nievera's Christmas List（2008年発売）

### 代表曲
- Be My Lady 「僕だけの君でいて」
- Each Day with You 「君との日々」
- You Are to Me 「君は僕のためにいる」

など。

### カバーした楽曲
- Because Of You （original by Keith Martin）「あなただから」（キース・マーティン）
- We Are The Reason 「我々は、理由です」
- Now & Forever （original by Richard Marx）「今と長い時間」（リチャード・マークス）
- Maybe This Time （original by Michael Murphy）「今度はたぶん」（マイケル・マーフィ）
- On The Wings Of Love （original by Jeffrey Osbourne）「よろしくの陣営の上で」（ジェフリー・オズボーン）
- Forever （original by Kenny Loggins）「長い時間」（ケニー・ロギンス）
- When I Met You （Original by APO Hiking Society）「私があなたに会ったとき」（APOハイキング社会）
- Ikaw Lang Ang Mamahalin （Original by Joey Albert, also covered by Joey Generoso and Lani Misalucha）（ジョーイ・アルバート。ジョーイ・ジェネロソ、ラニ・ミサルカもカバーしている。）
- Closer You And I （Original by Gino Padilla）「より近くにあなたと私」（ジーノ・パディーリャ）
- Somewhere Down The Road （Original by Barry Manilow）「だいたい道の下で」（バリー・マニロウ）
- Right Here Waiting （original by Richard Marx）「ここで待っている正当」（リチャード・マークス）
- Just Once"（original by James Ingram）「ちょうど一度」（ジェームズ・イングラム）
- Only Selfless Love 2 （original by Jamie Rivera, also covered by Jerome John Hughes and Karylle）「献身的なラブ2だけ」（ジェイミ・リヴェラ。ジェローム・ジョン・ヒューズ、カリルもカバーしている。）
- Narito"（original by Gary V.）「ナリト」（ゲイリー・V.）
- Iisa Pa Lamamg （original by Joey Albert）（ジョーイ・アルバート）
- Kung Ako Na Lang Sana （original by Bituin Escalante）（ビチュイン・エスカランテ）
- Before I Let You Go （original by Freestyle）「私があなたに行かせる前に」（フリースタイル）
- Babalikang Muli （Original by Sakiya Kenjiro, also covered by Regine Velasquez）（崎谷健次郎。リジン・ベスケラスもカバーしている。）

## フィルモグラフィー

### 映画
1986年
1. 『Always and Forever』（いつも、そして永遠に）
2. 『Si Mister at Si Misis（Mister and Misis）』（ミスターとミス）
3. 『Payaso（Clown）』（道化師）

1987年
1. 『Shoot That Ball』（そのボールを蹴れ）
2. 『Stupid Cupid』（ばかなキューピッド）

1988年
1. 『Maria Went to Town』（マリアは町に行きぬ）
2. 『Sa Puso Ko Hahalik Ang Mundo（The World Shall Kiss My Heart）』（世界は私の心臓にキスします）

1989年
1. 『Magic To Love - Zerox』（恋愛の魔法－ゼロックス）

1997年
1. 『Adarna』- The Mythical Bird - 声役。

1998年
1. 『Alyas Boy Tigas』- Ang Probinsyanong Wais - James Bond

2004年
1. 『Masikip sa Dibdib（Tight to the Chest）』（胸にきつい）

2006年
1. 『Wrinkles』（しわ）

### テレビドラマ
- 『ミラソール・デル・シエロ / Mirasol del Cielo』（GMAネットワーク、1986年～1987年）- グレゴリー・ロサリオ（Gregory Rosario）役。
- 『Haybol Rambol』（GMAネットワーク、1993年～1995年） - ペドロウ・モリナ（Pedro Molina）役。

### テレビ娯楽番組
- 『マーティン・アフターダーク / Martin After Dark』（GMAネットワーク / ABS-CBN、1988年～1998年） - 司会。
- 『A.S.A.P』（ABS-CBN、1995年～）- 司会。
- 『Martin Late @ Nite』（ABS-CBN、1998年～2002年）- 司会。
- 『S.O.P.』（GMAネットワーク、1998年～2002年）- 司会。
- 『Twist & Shout』（ABS-CBN、2010年）- 司会。

## 関連事項
- Kuh Ledesma
- George Canseco（ジョージ・カンセコ）
- Pilita Corrales
- Gary Valenciano
- Amapola (Maria Amapola Cabase)
- 崎谷健次郎